# Estación Fortín Inca
Fortín Inca es una estación de ferrocarril ubicada en la localidad homónima, departamento Belgrano, Provincia de Santiago del Estero, Argentina.

## Servicios
No presta servicios de pasajeros, sólo de cargas. Sus vías e instalaciones del Ferrocarril General Belgrano, están a cargo de la empresa estatal Trenes Argentinos Cargas.
Desde 2014 volvió a tener tráfico de formaciones cargueras.